# Nationaal park Marakele
Het Nationaal park Marakele is een Zuid-Afrikaans wildpark in Limpopo, 15 kilometer ten noordoosten van Thabazimbi. Het park is 67,000 ha groot.

## Fauna

### Zoogdieren

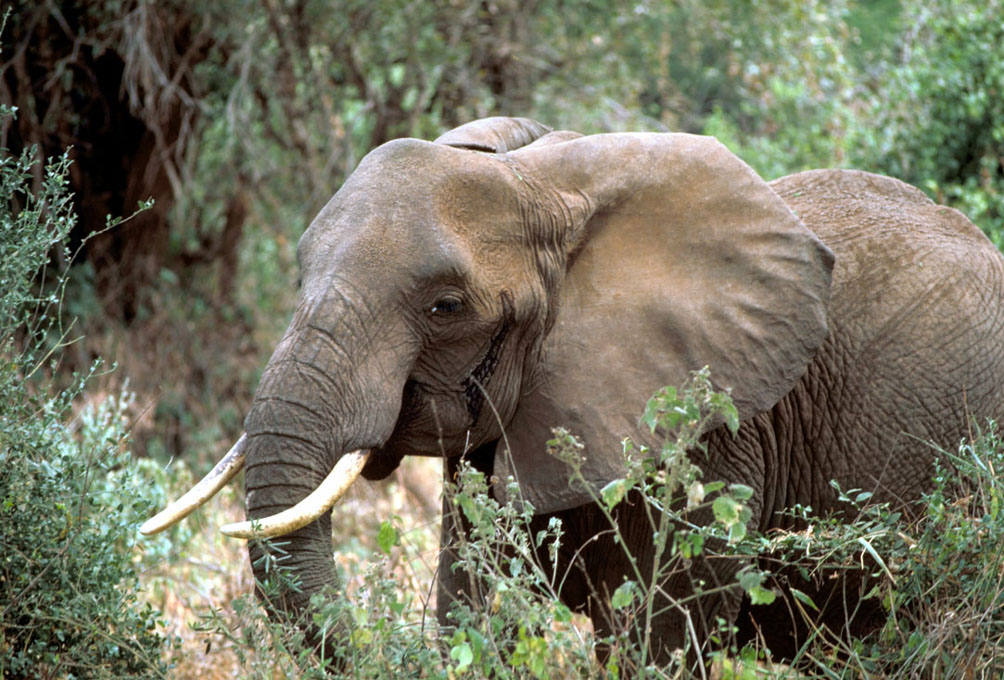
Olifant
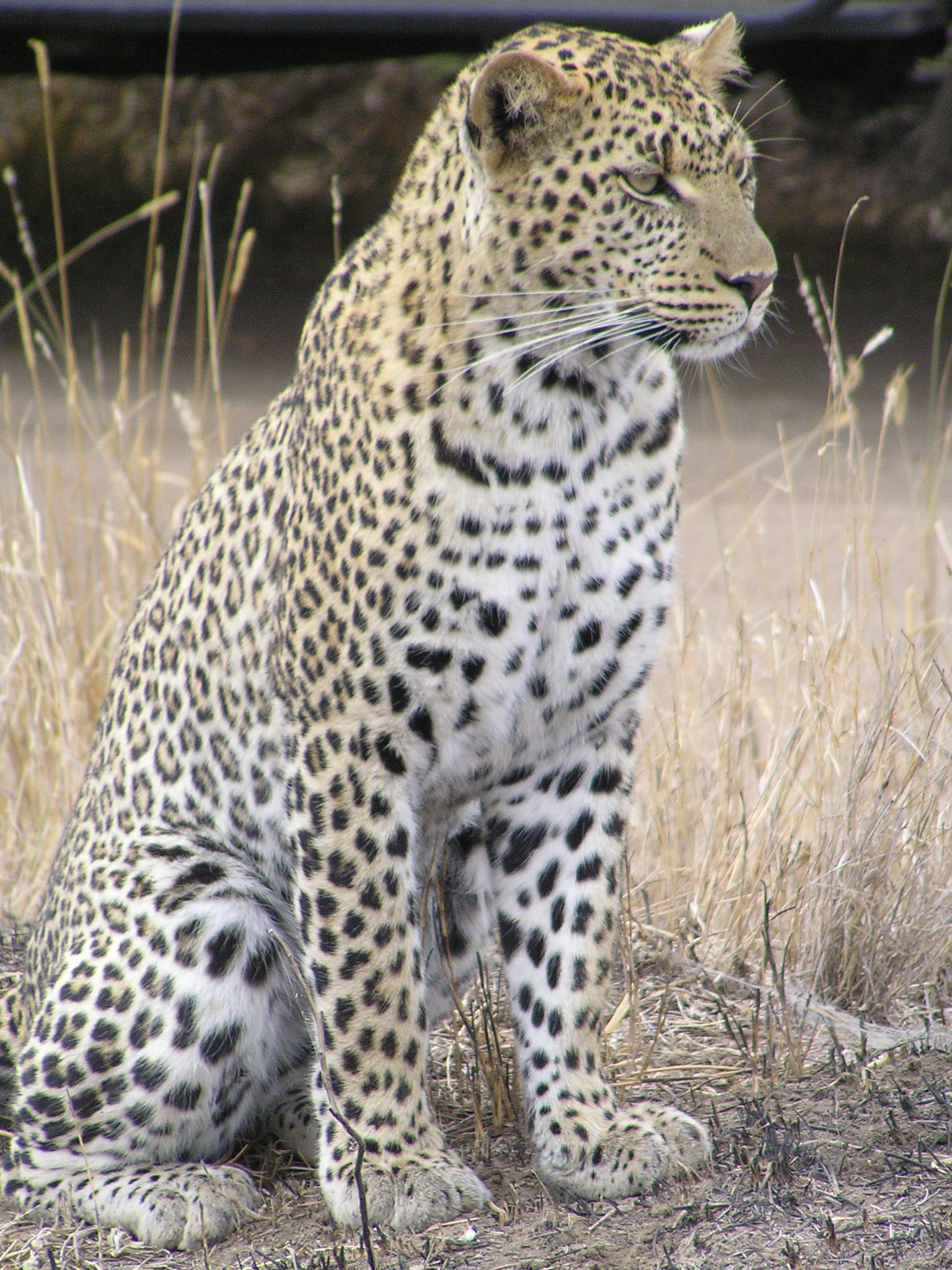
Luipaard
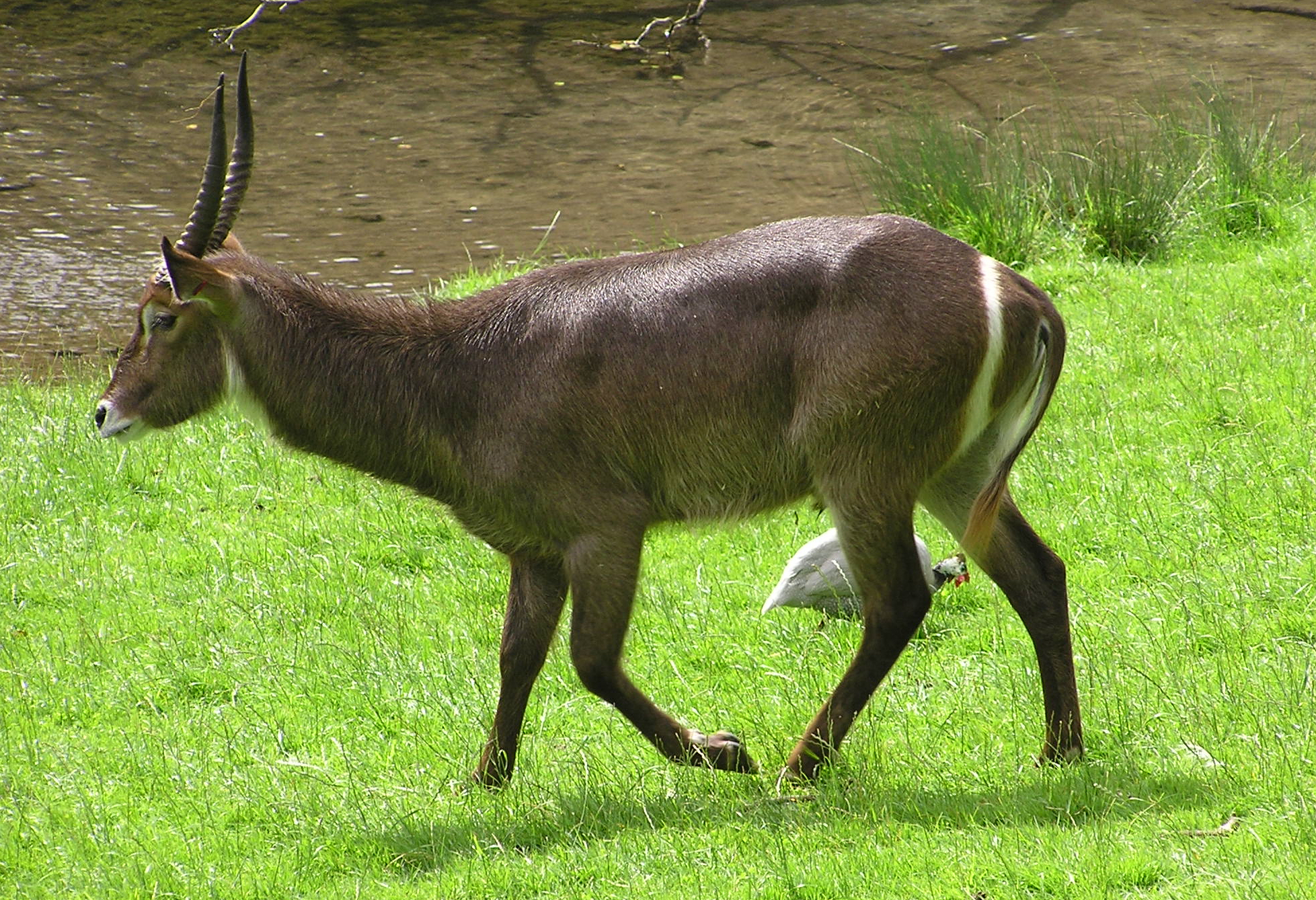
Waterbok
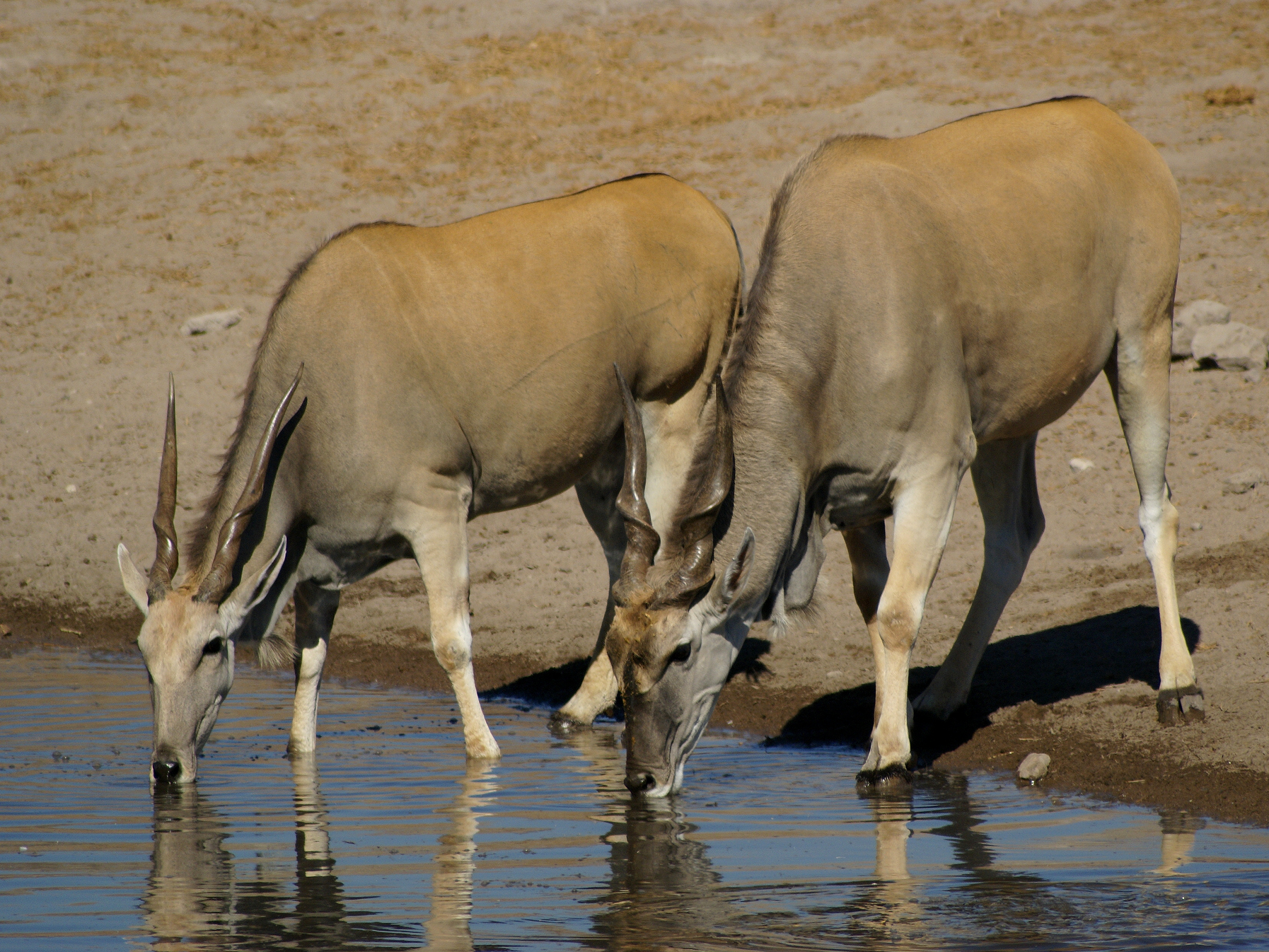
Eland
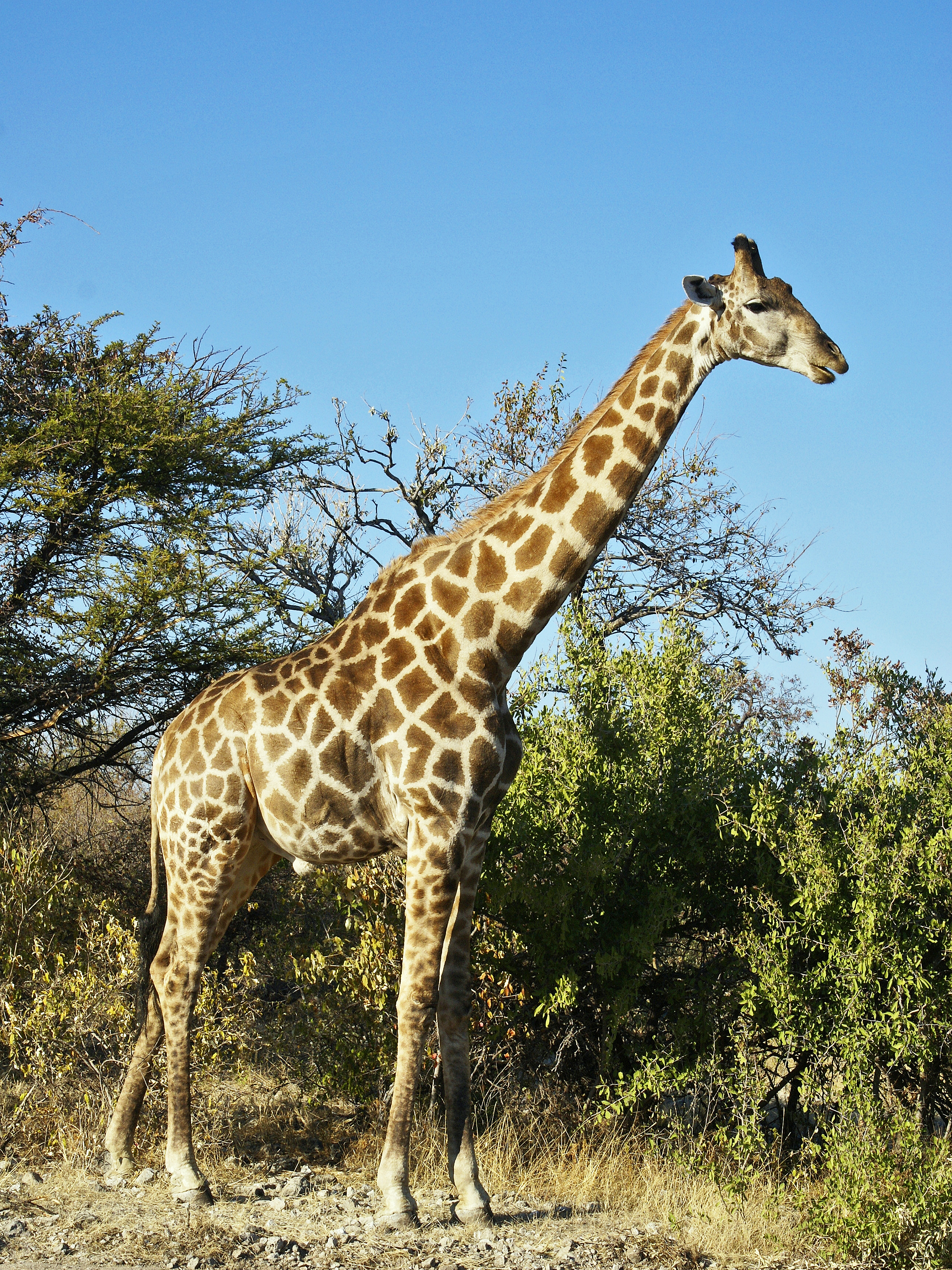
Giraffe
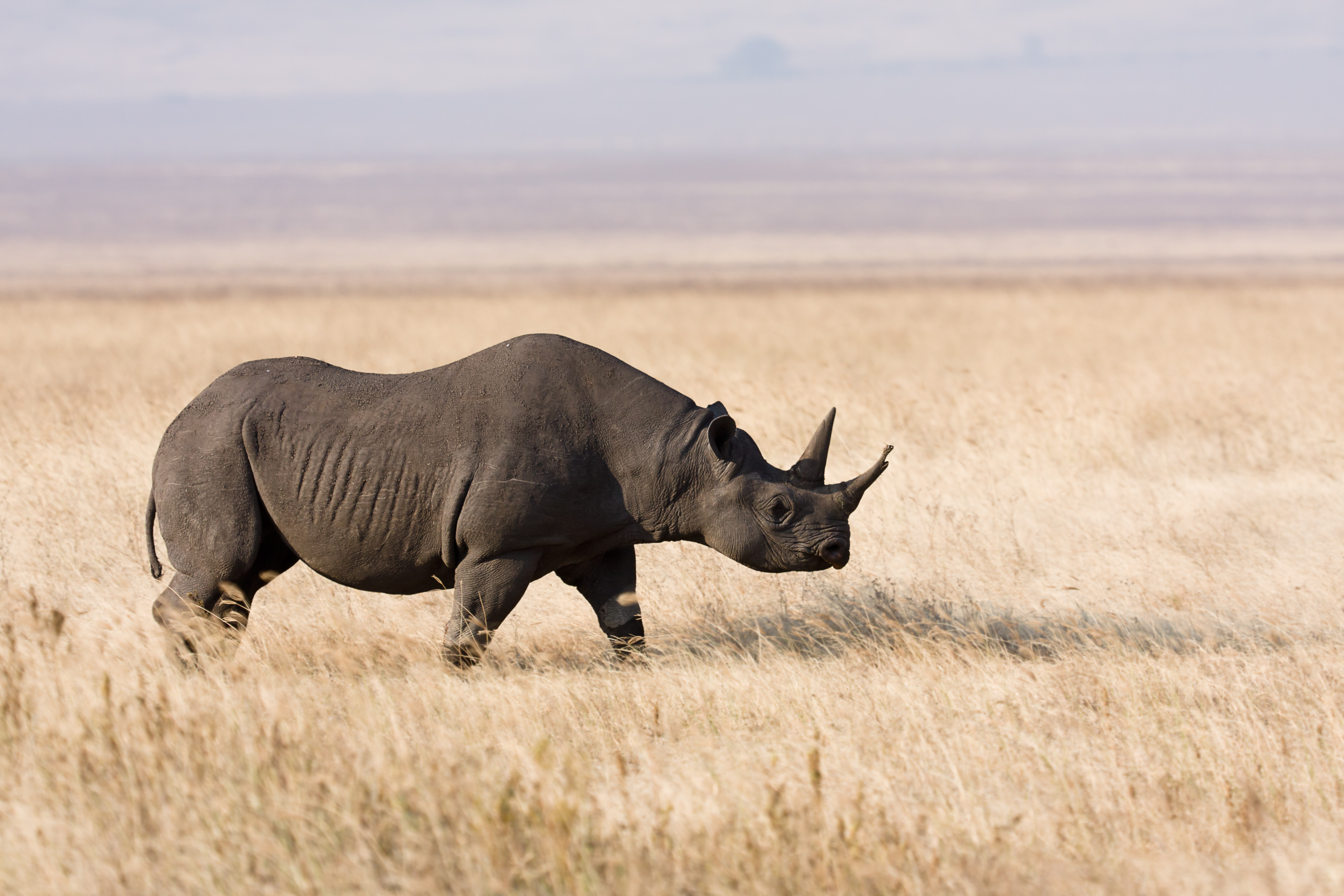
Zwarte neushoorn
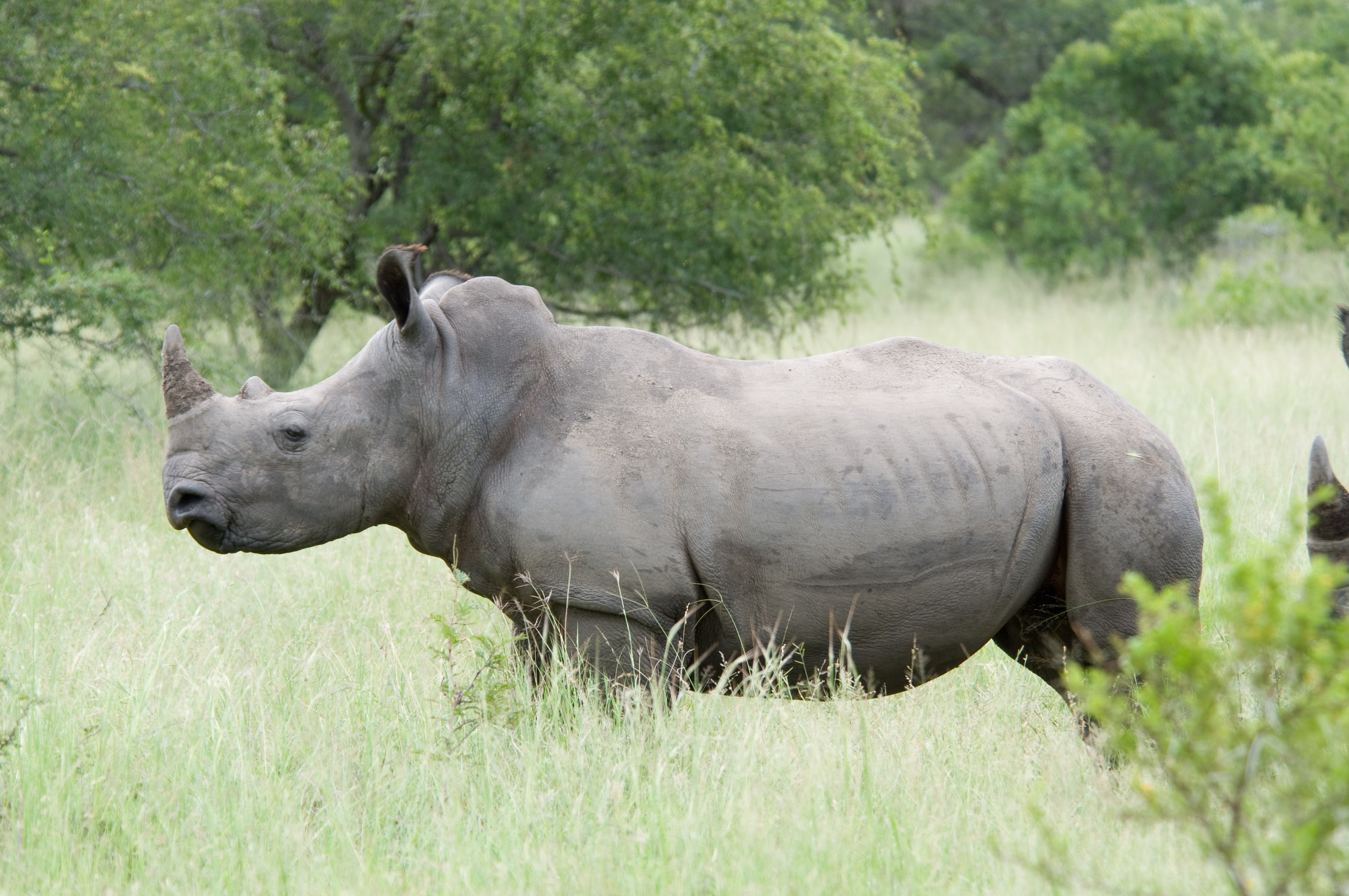
Witte neushoorn
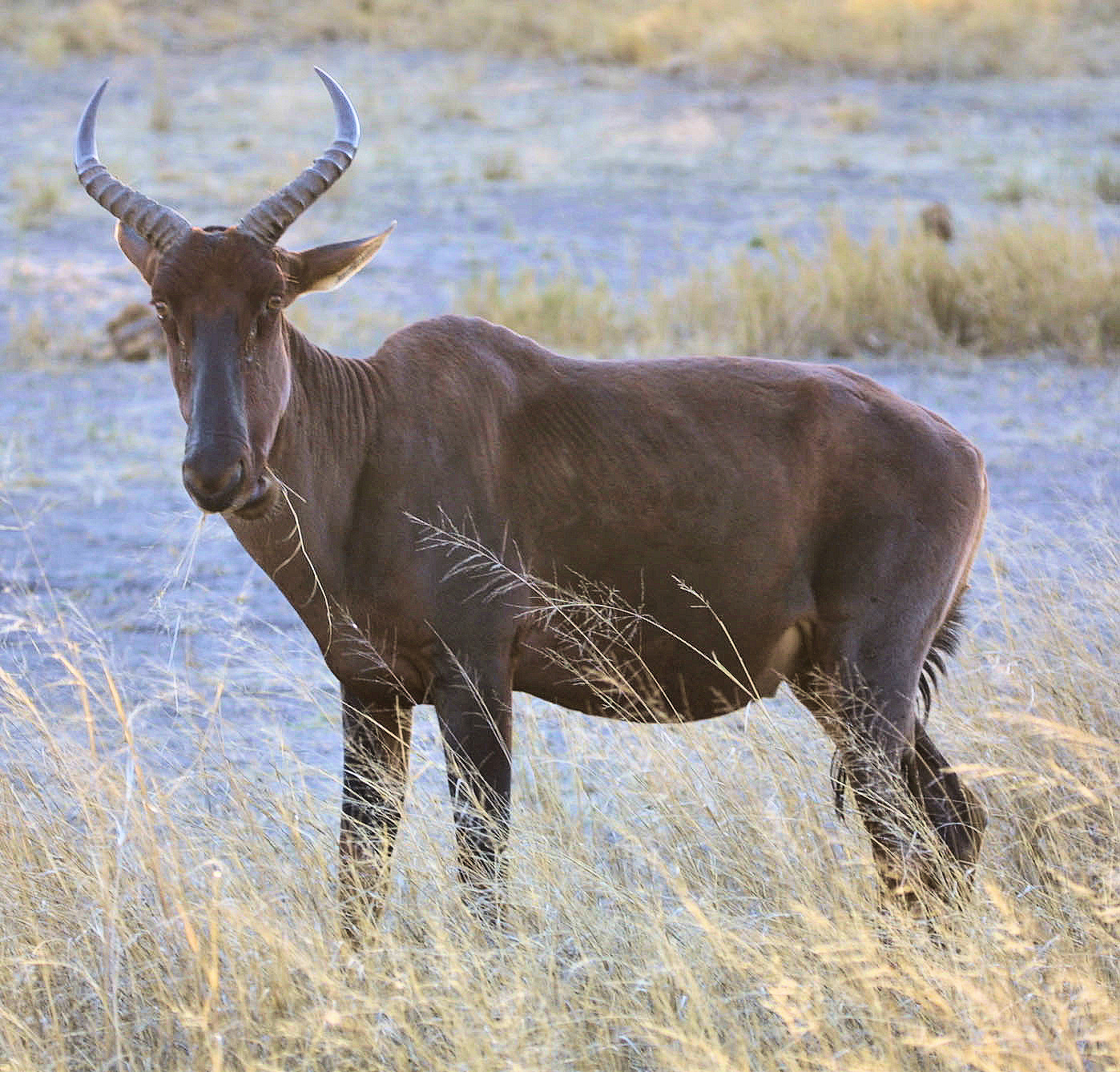
Lierantilope
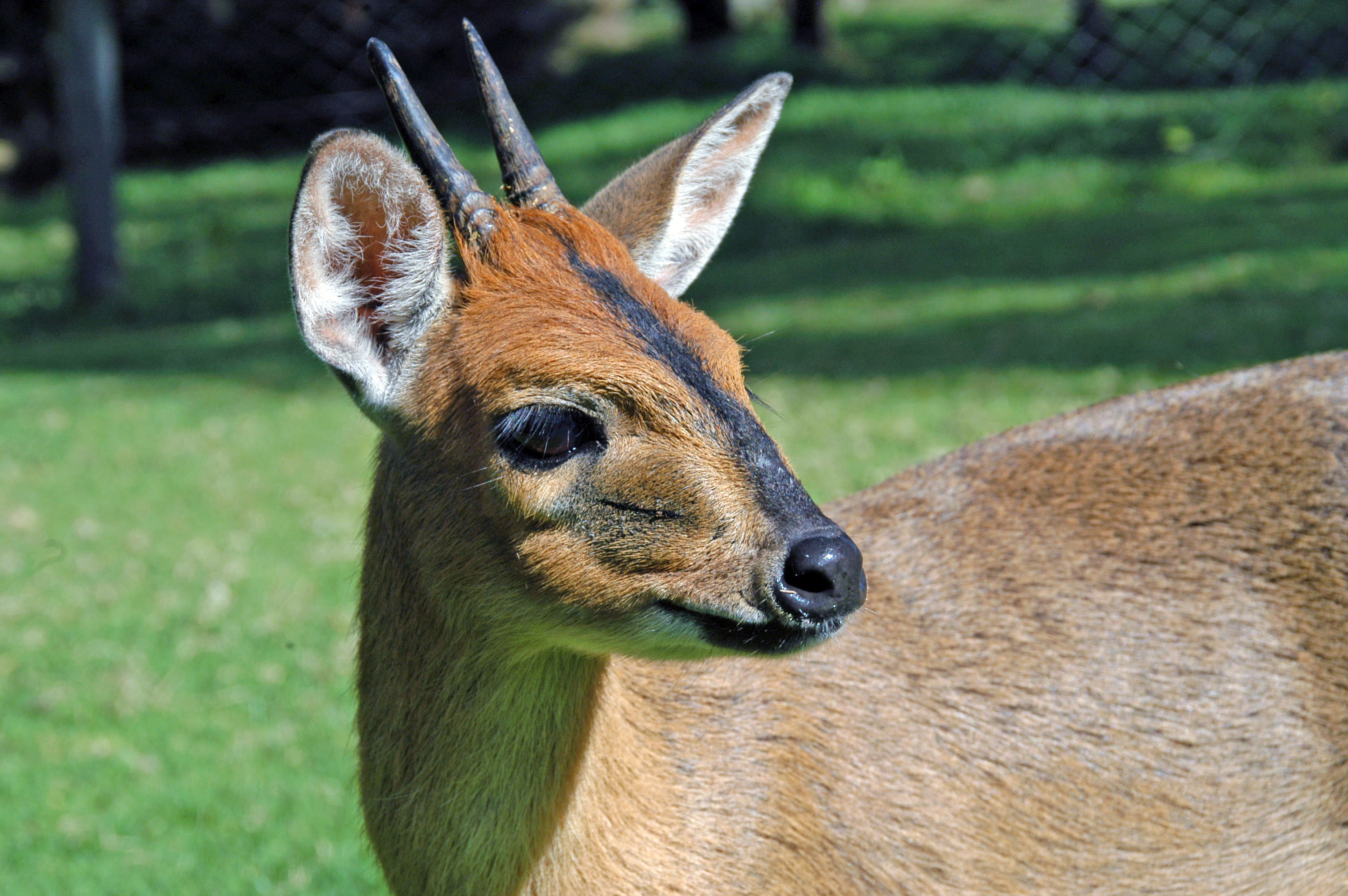
Duiker
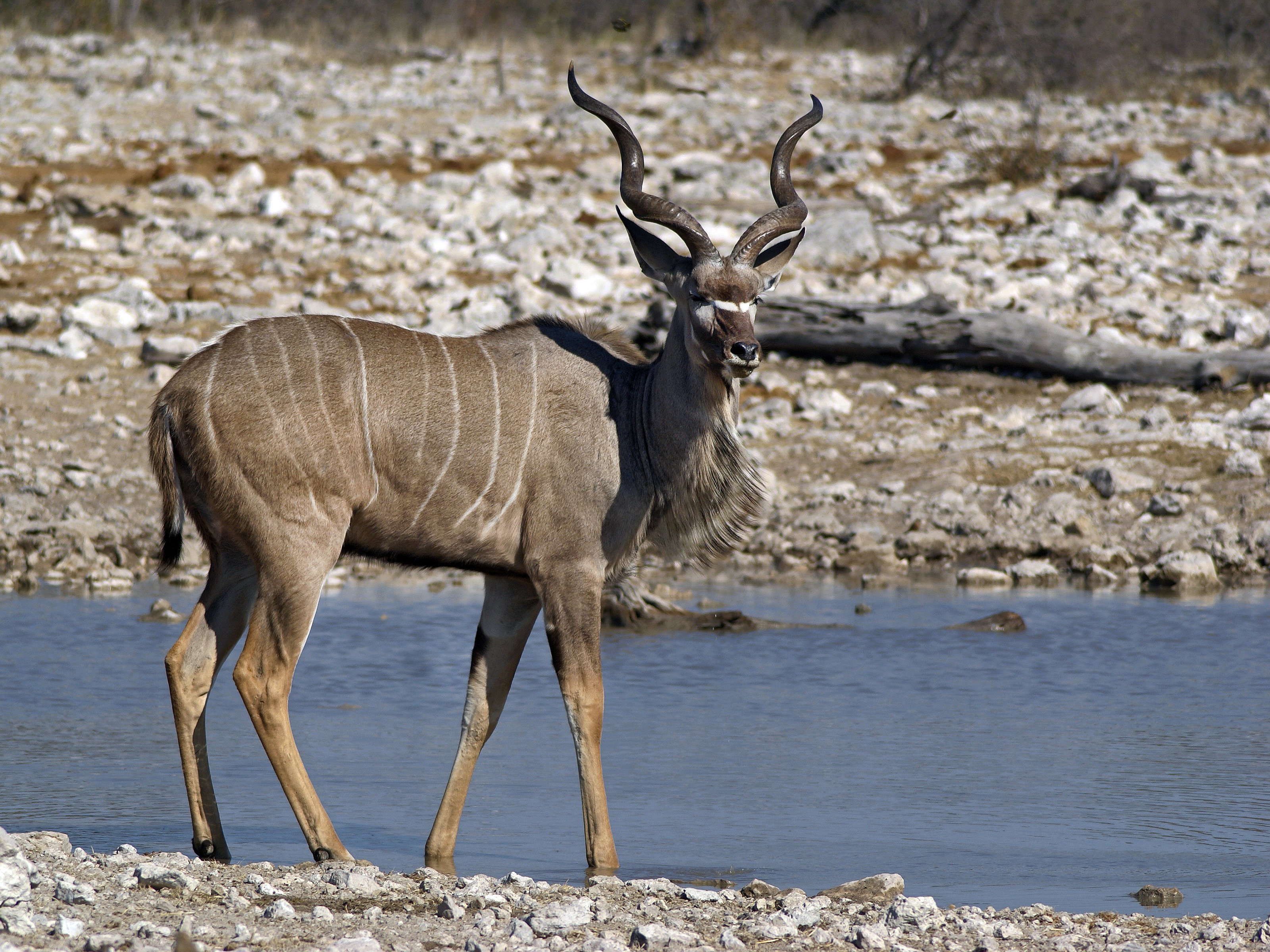
Koedoe
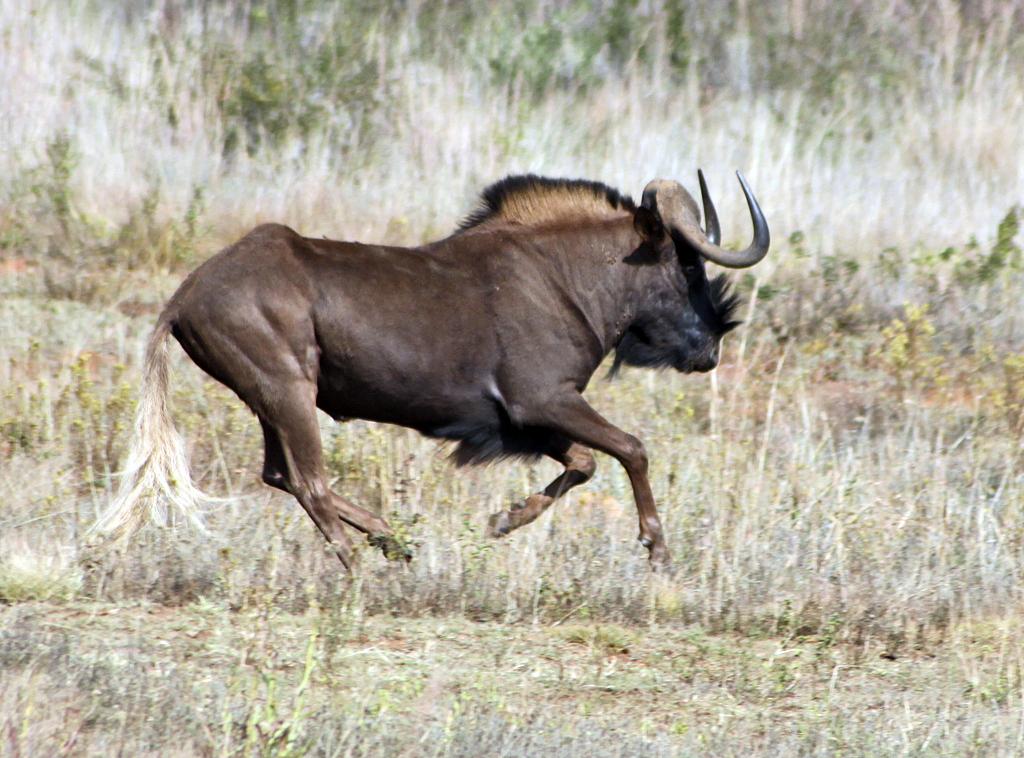
Witstaartgnoe
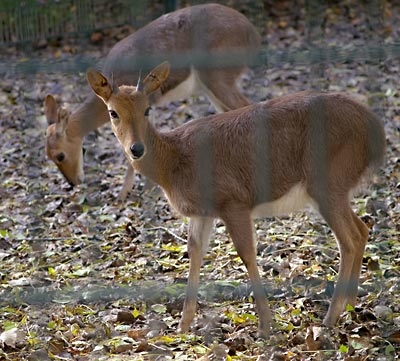
Bergrietbok
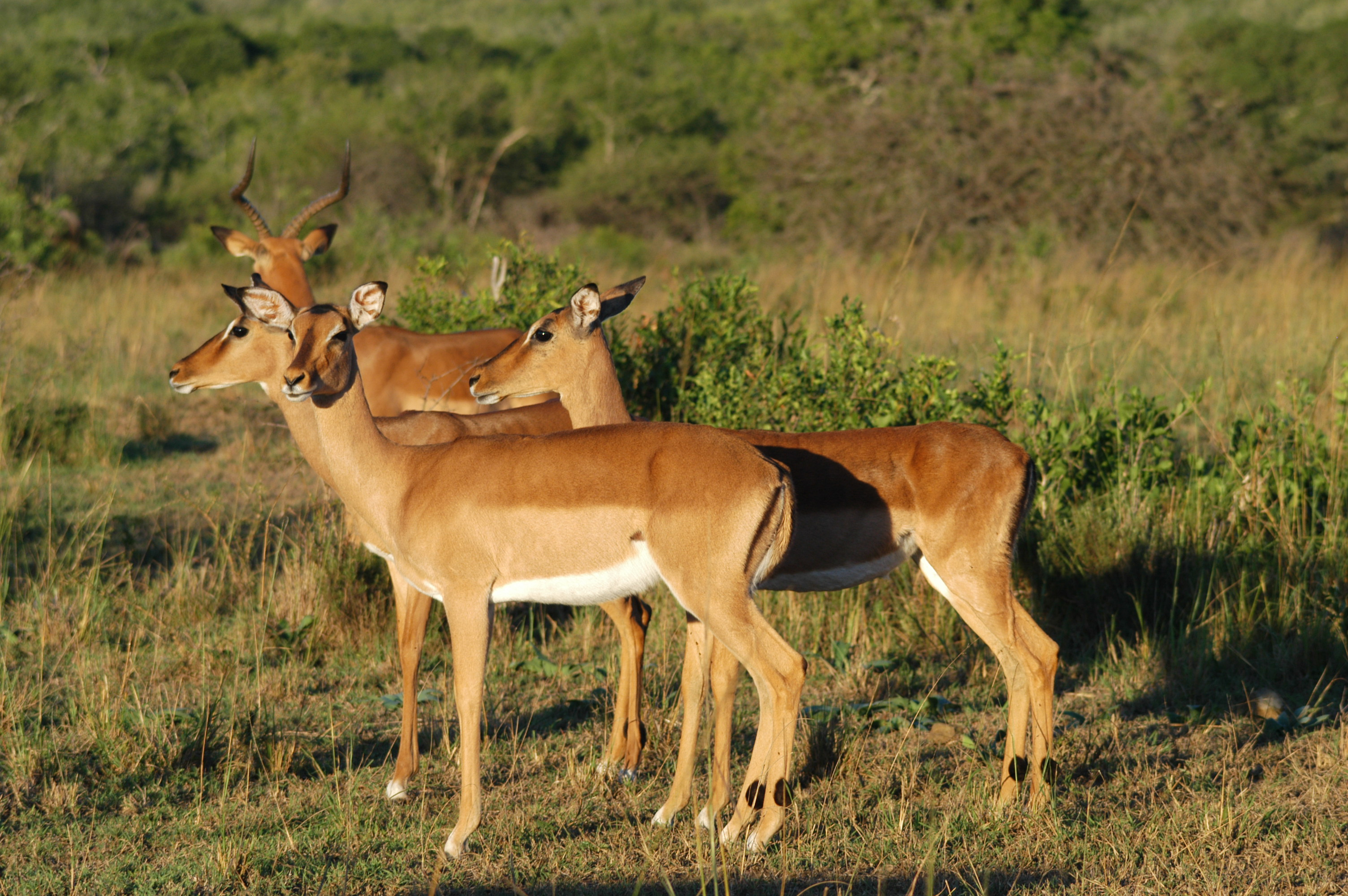
Impala
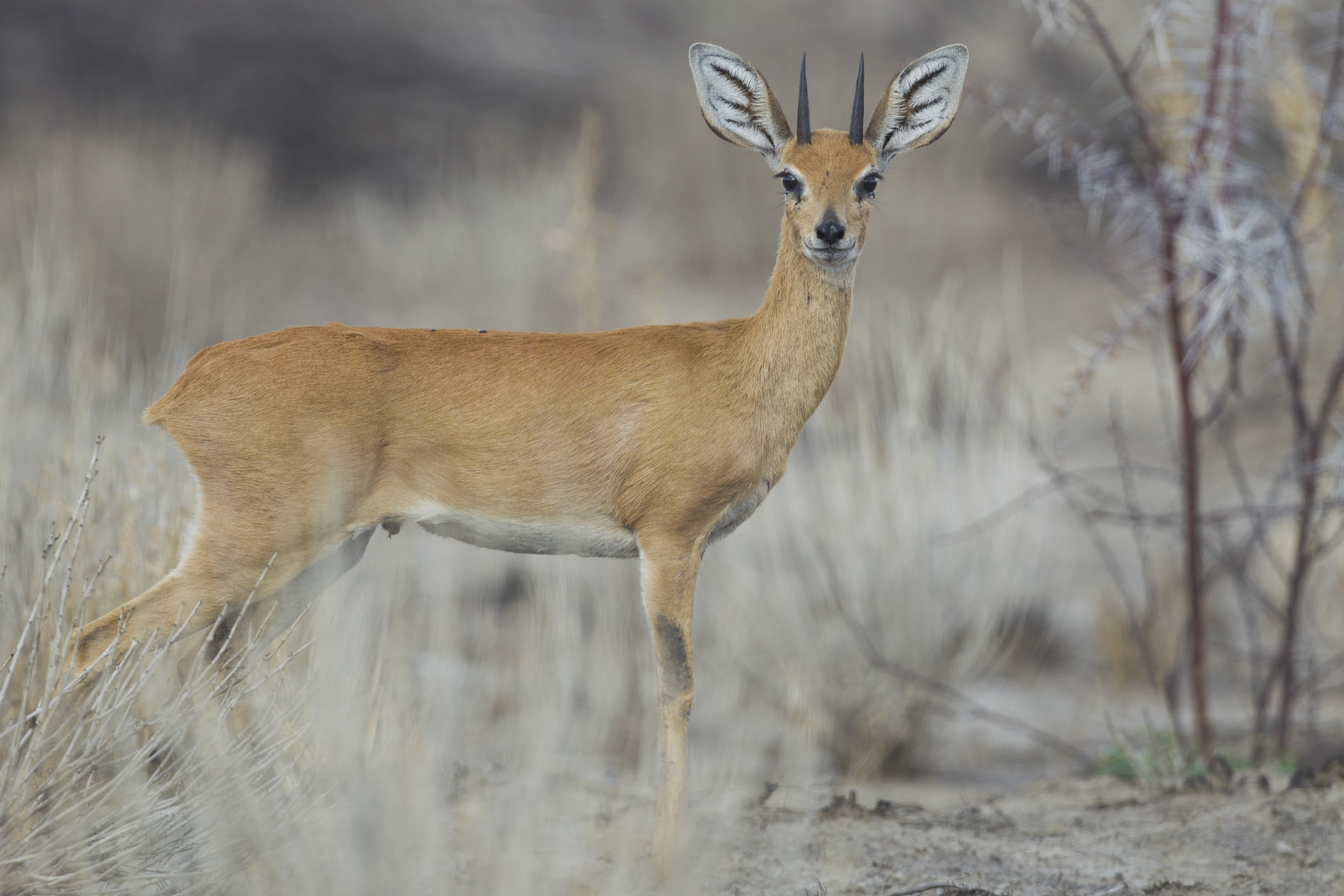
Steenbok
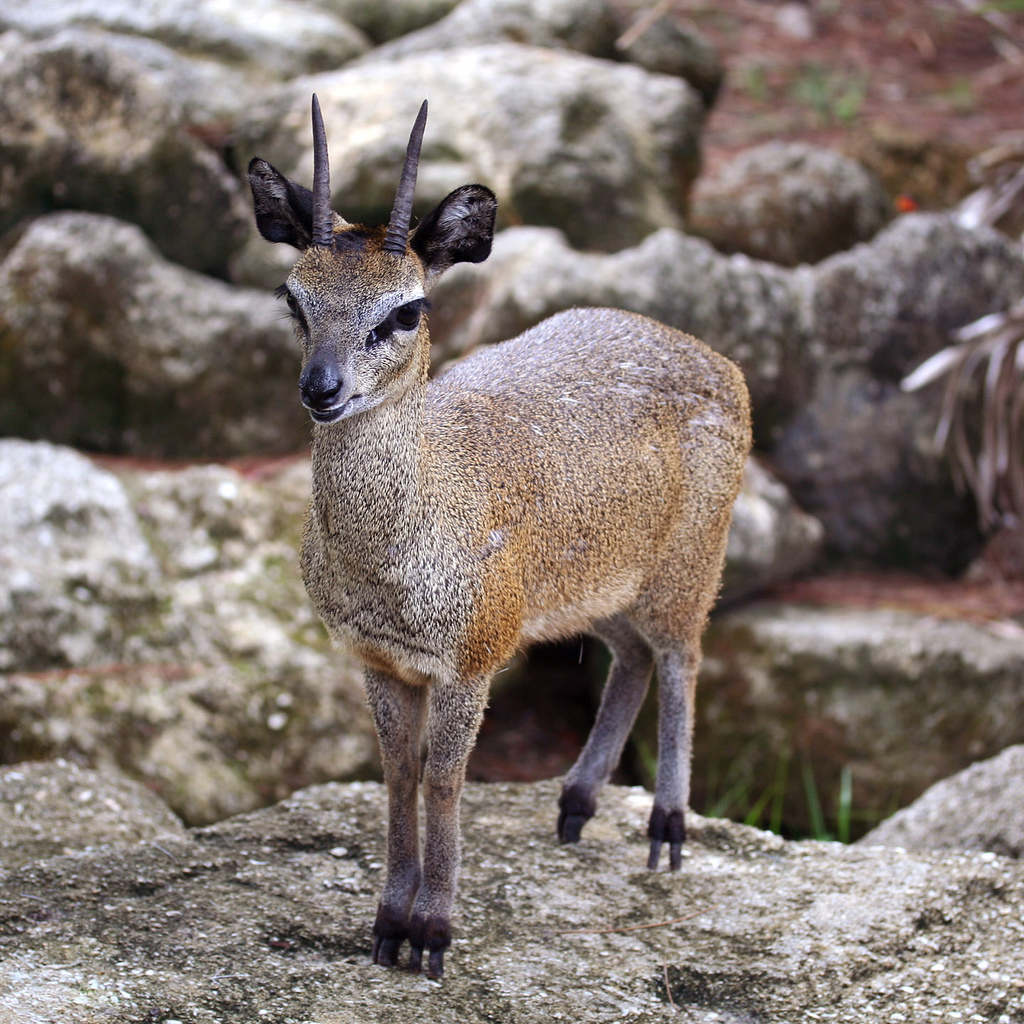
Klipspringer
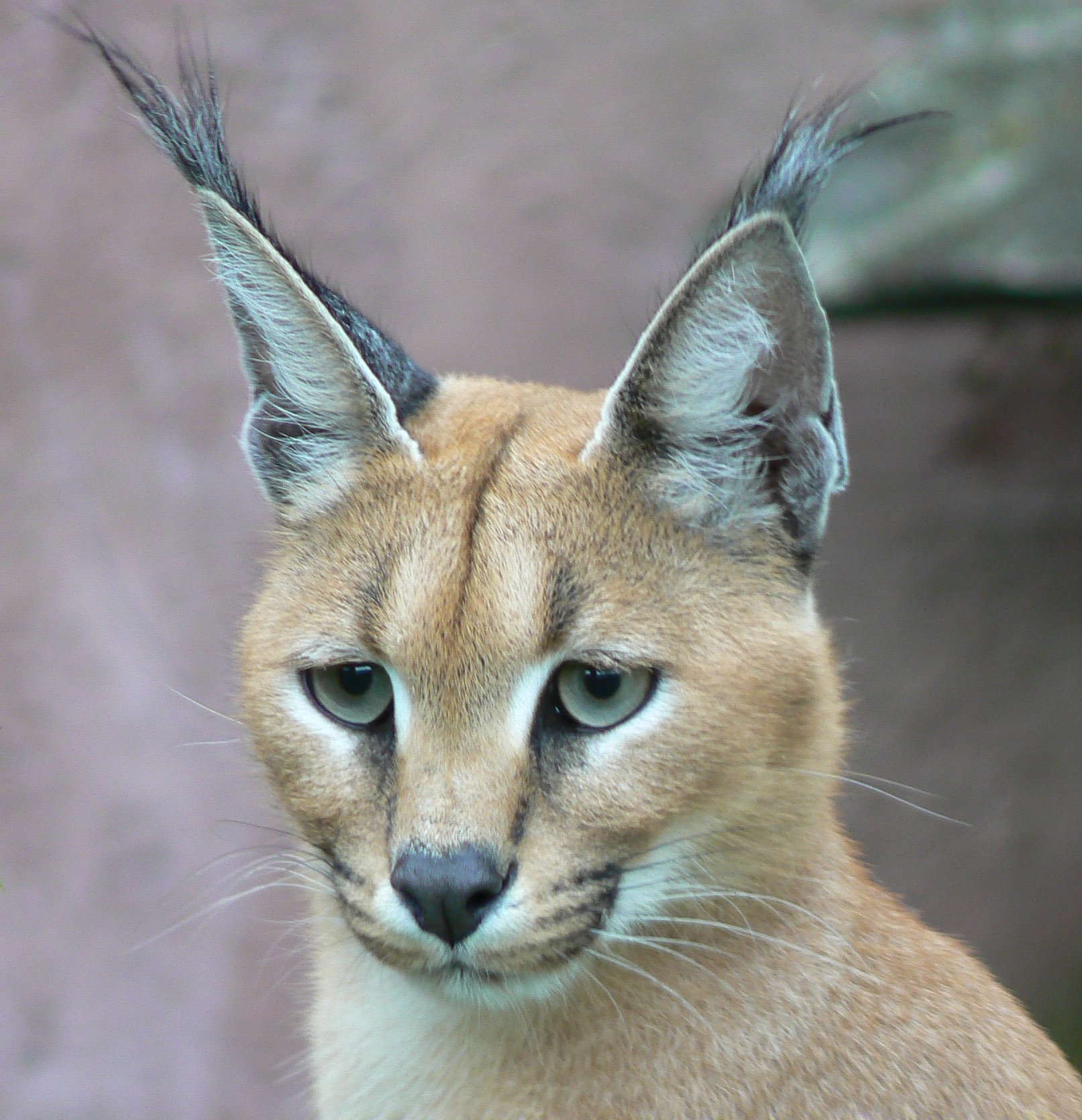
Caracal
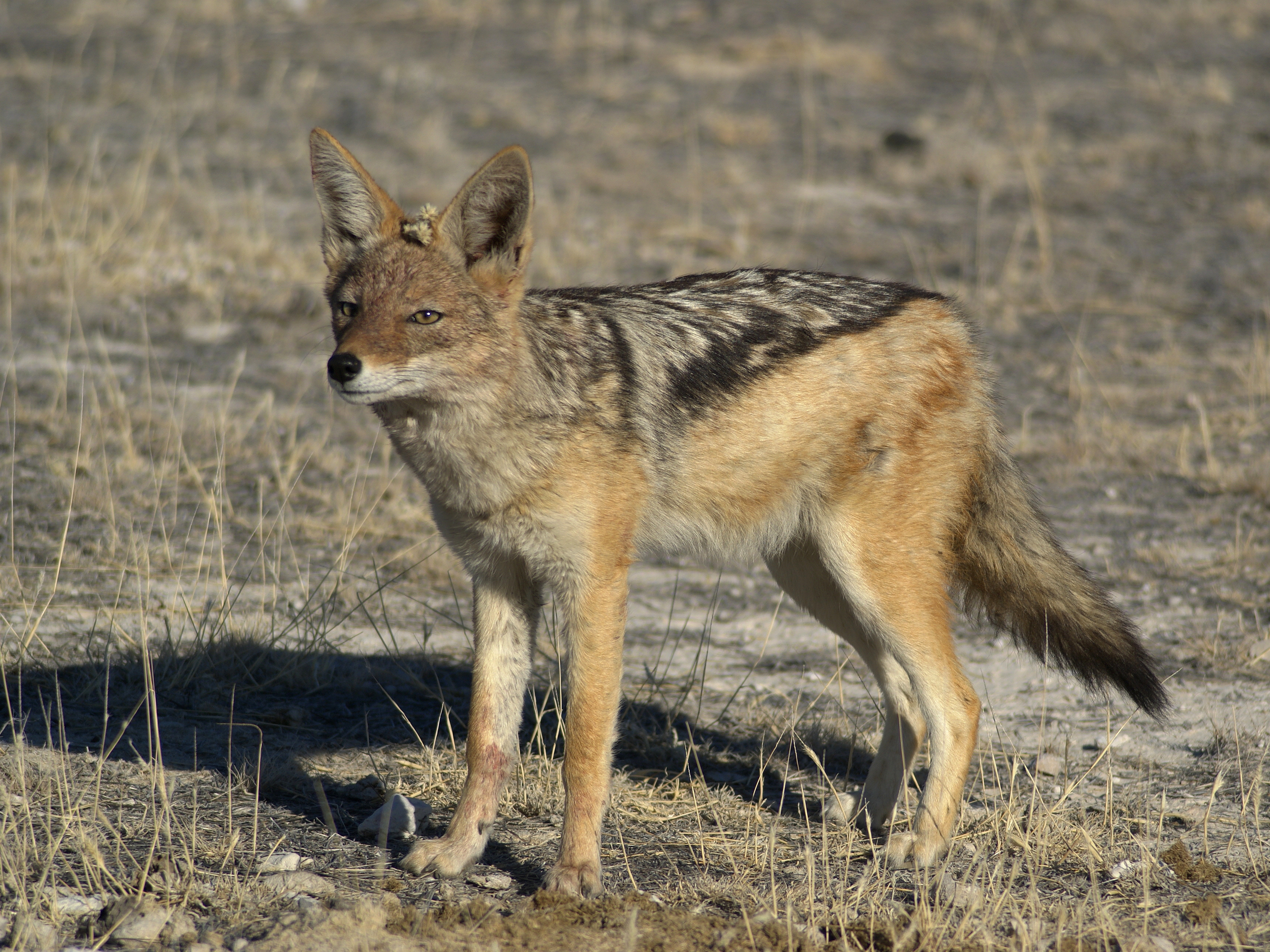
Zadeljakhals
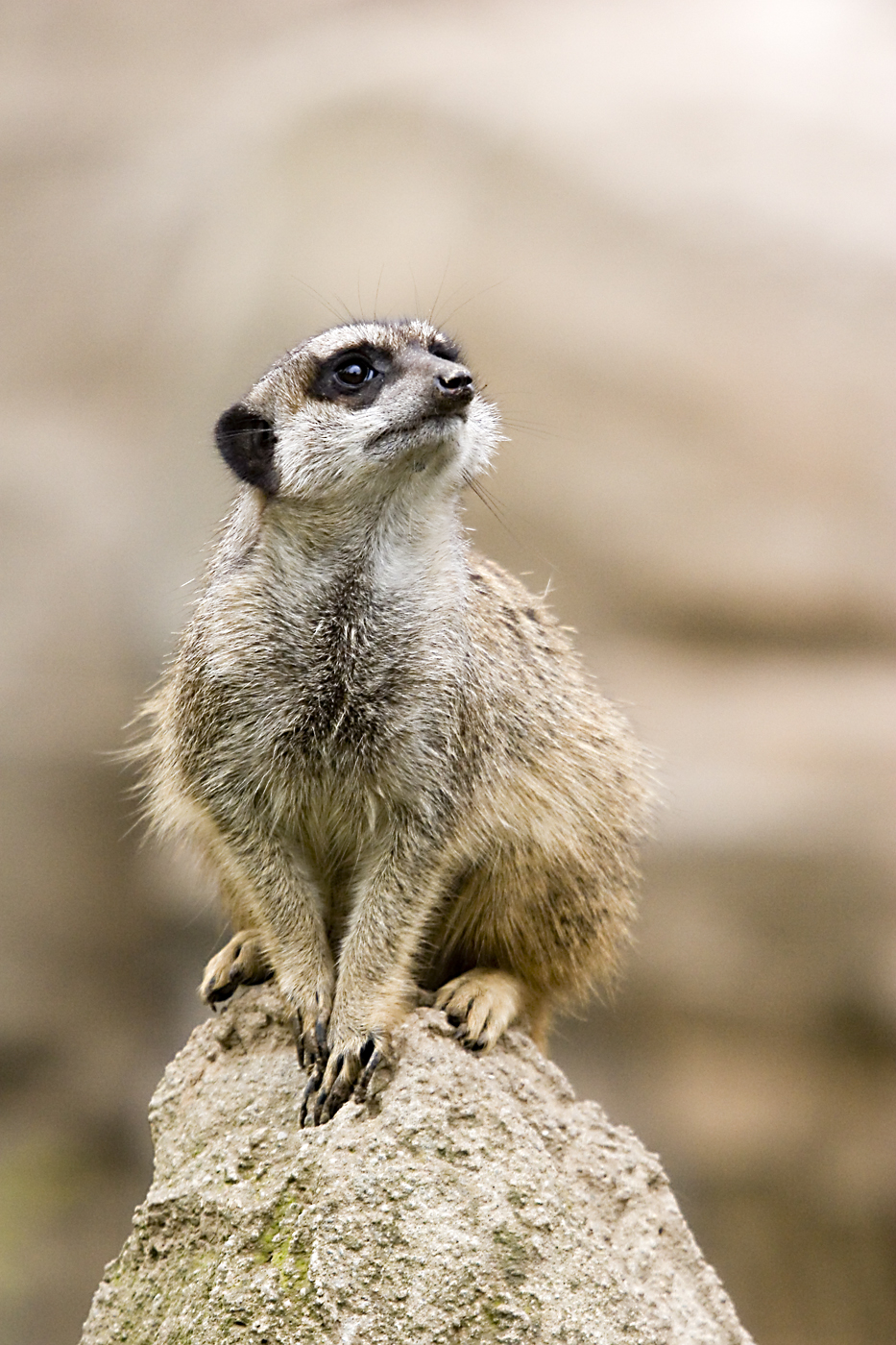
Stokstaartje.

## Flora

### Bomen

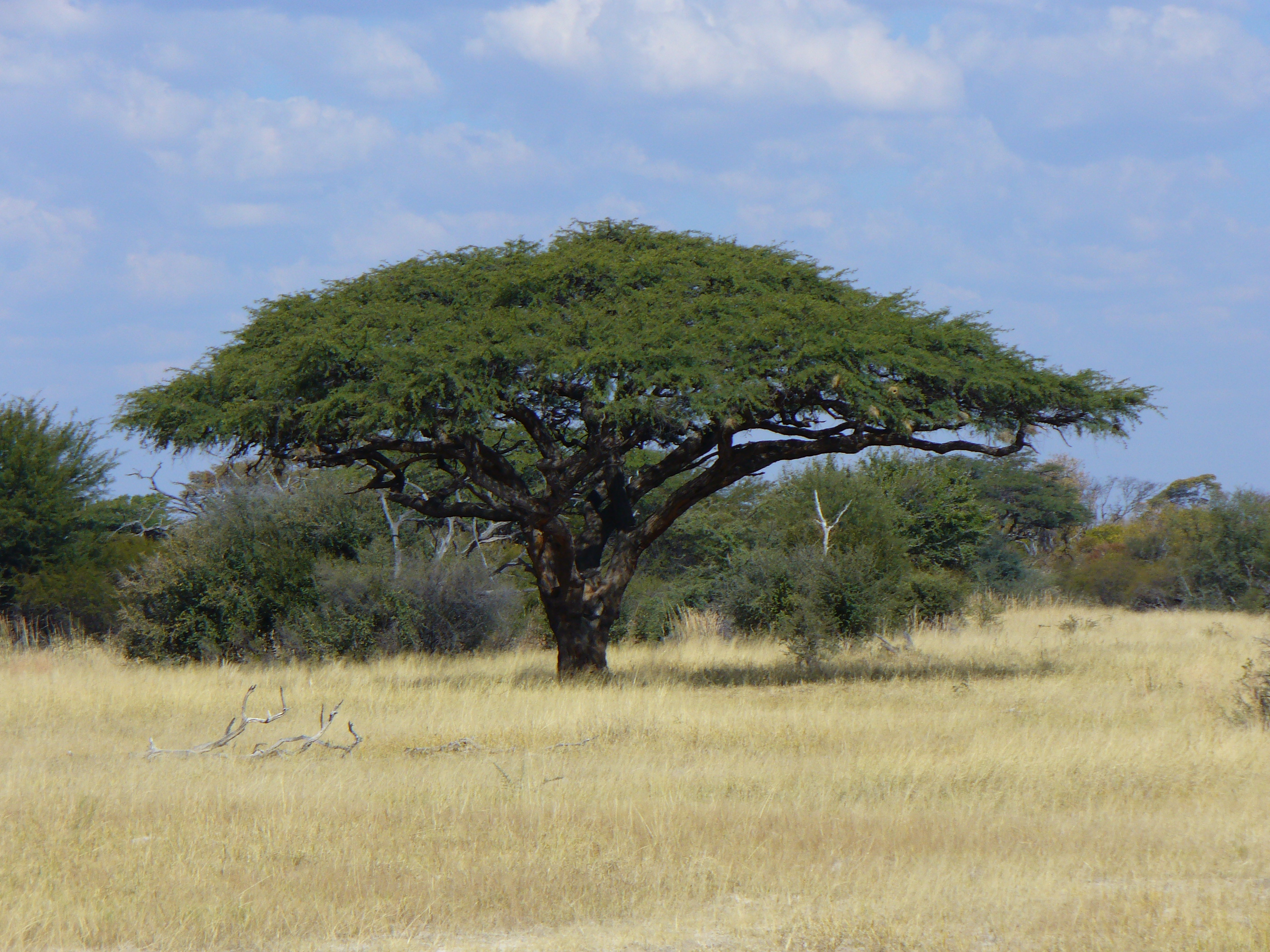
Acacia erioloba (af: Kameeldoring)
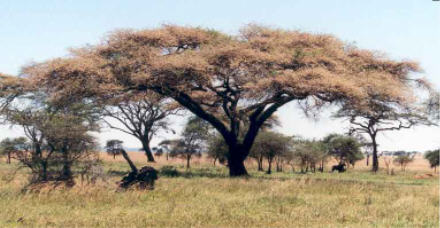
Acacia tortilis (af: Haak-en-Steek)
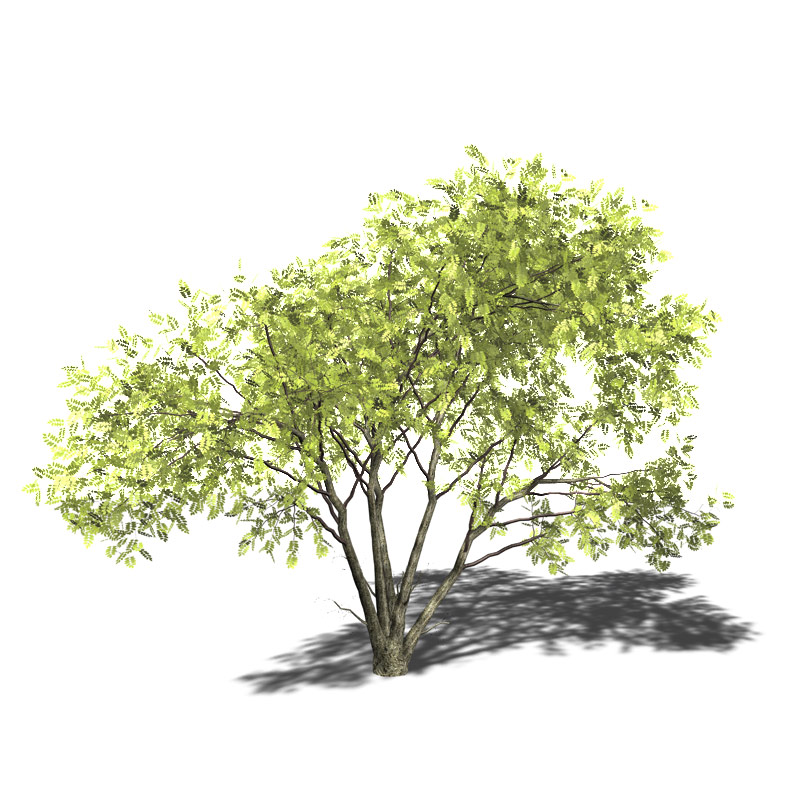
Acacia mellifera (af: Swarthaak)
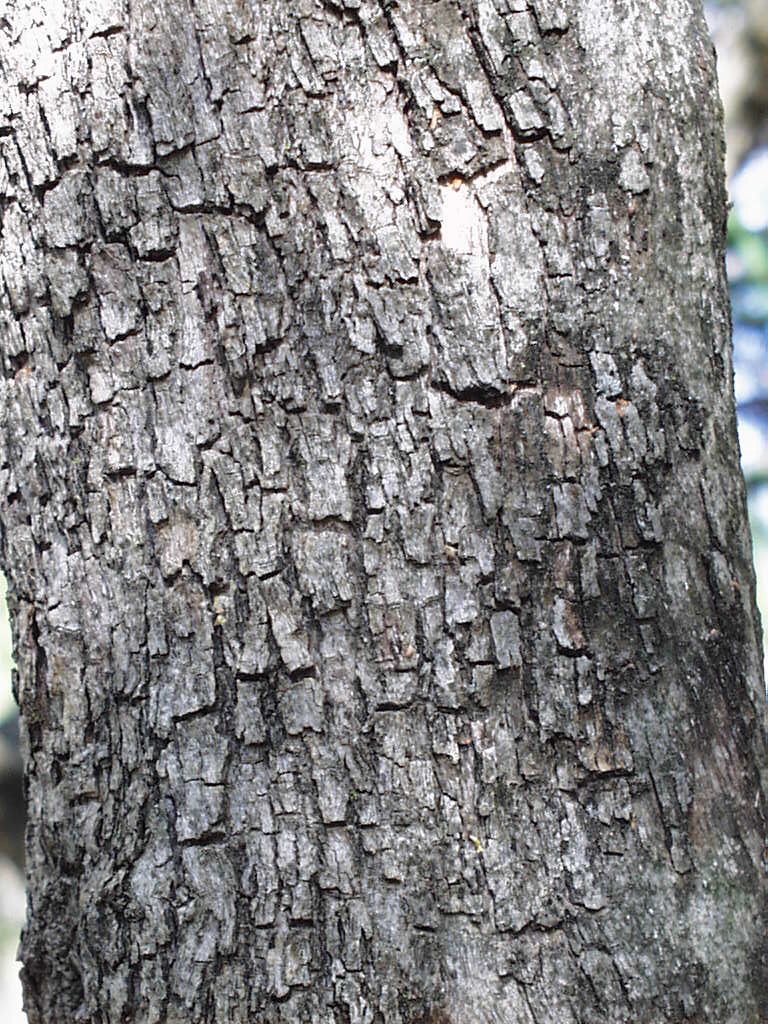
Ziziphus mucronata (af: Blinkblaar-wag-'n-bietjie)

## Accommodatie & Bezoek
Het park is vrij te bezoeken, accommodatie is beschikbaar bij twee rustkampen met tente (Tlopi en Bontle). Het dichtstbijzijnde dorp vanaf het park is Matlabas. De weg naar de top van de berg, waar de kolonie gieren is gehuisvest, is erg slecht, steil en zeer smal.

## Bron
- National Parks and Nature Reserves. Chris & Mathilde Stuart. Struik Travel and Heritage. 2012. ISBN 978-1-77007-742-3

Addo Elephant ·
Agulhas ·
Ai-Ais/Richtersveld ·
Augrabies ·
Bergkwagga/Mountain Zebra ·
Bontebok ·
Tuinroete ·
Golden Gate Hoogland ·
Kamdeboo ·
Karoo ·
Kgalagadi ·
Kruger ·
Mapungubwe ·
Marakele ·
Meerkat ·
Mokala ·
Namakwa ·
Tafelberg ·
Tankwa Karoo ·
Weskus